# Grand Prix Wielkiej Brytanii 2018

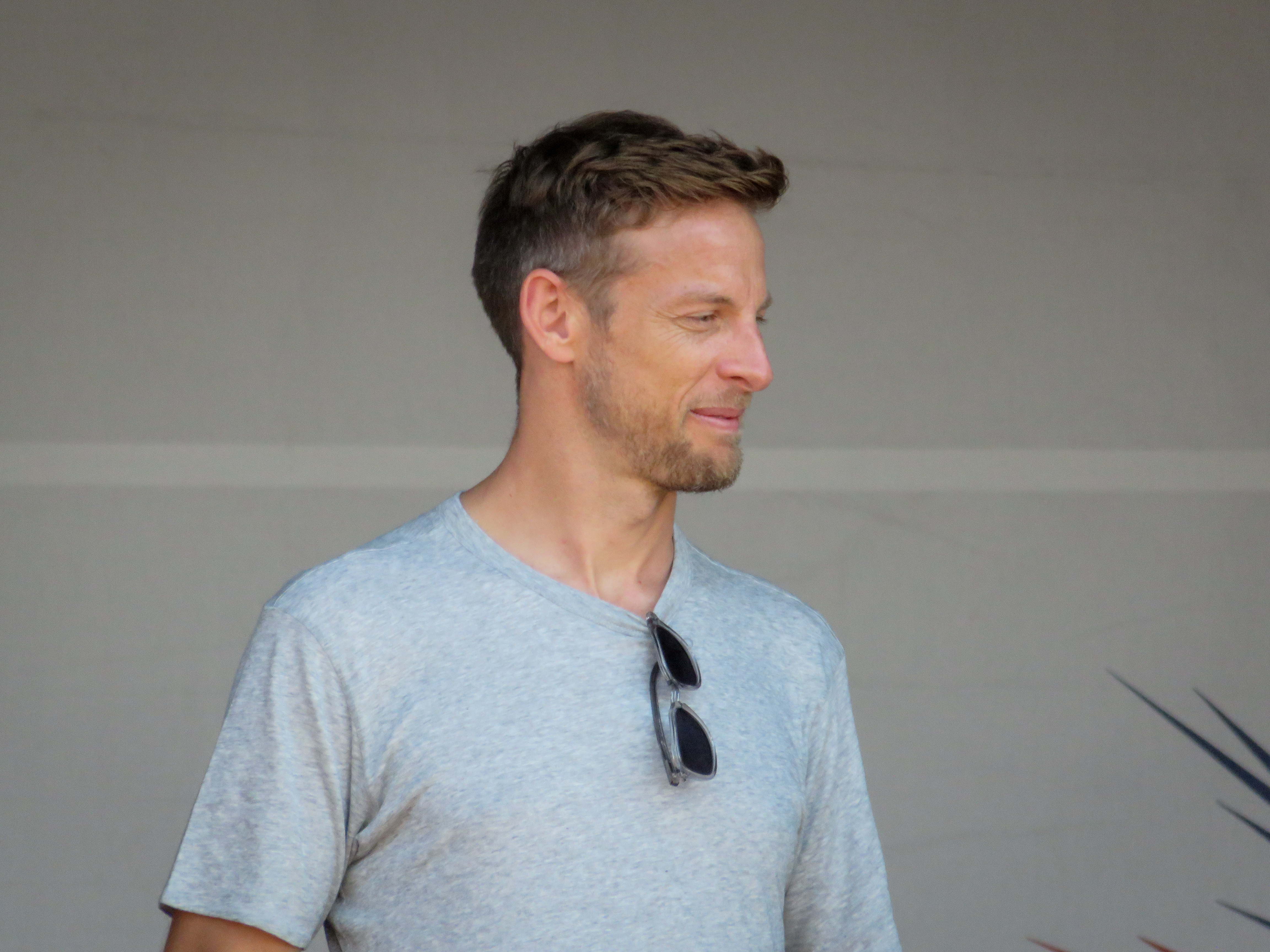
Jenson Button podczas Grand Prix Wielkiej Brytanii 2018

Grand Prix Wielkiej Brytanii 2018, oficjalnie Formula 1 2018 Rolex British Grand Prix – dziesiąta eliminacja Mistrzostw Świata Formuły 1 w sezonie 2018. Grand Prix odbyło się w dniach 6–8 lipca 2018 roku na torze Silverstone Circuit w Silverstone.

## Lista startowa
Źródło: Wyprzedź Mnie!
| Nr | Kierowca          | Zespół                           | Samochód                      | Silnik            | Opony |
| -- | ----------------- | -------------------------------- | ----------------------------- | ----------------- | ----- |
| 2  | Stoffel Vandoorne | McLaren F1 Team                  | McLaren MCL33                 | Renault 1.6T V6   | P     |
| 3  | Daniel Ricciardo  | Aston Martin Red Bull Racing     | Red Bull RB14                 | TAG Heuer 1.6T V6 | P     |
| 5  | Sebastian Vettel  | Scuderia Ferrari                 | Ferrari SF71H                 | Ferrari 1.6T V6   | P     |
| 7  | Kimi Räikkönen    | Scuderia Ferrari                 | Ferrari SF71H                 | Ferrari 1.6T V6   | P     |
| 8  | Romain Grosjean   | Haas F1 Team                     | Haas VF-18                    | Ferrari 1.6T V6   | P     |
| 9  | Marcus Ericsson   | Alfa Romeo Sauber F1 Team        | Sauber C37                    | Ferrari 1.6T V6   | P     |
| 10 | Pierre Gasly      | Red Bull Toro Rosso Honda        | Toro Rosso STR13              | Honda 1.6T V6     | P     |
| 11 | Sergio Pérez      | Sahara Force India F1 Team       | Force India VJM11             | Mercedes 1.6T V6  | P     |
| 14 | Fernando Alonso   | McLaren F1 Team                  | McLaren MCL33                 | Renault 1.6T V6   | P     |
| 16 | Charles Leclerc   | Alfa Romeo Sauber F1 Team        | Sauber C37                    | Ferrari 1.6T V6   | P     |
| 18 | Lance Stroll      | Williams Martini Racing          | Williams FW41                 | Mercedes 1.6T V6  | P     |
| 20 | Kevin Magnussen   | Haas F1 Team                     | Haas VF-18                    | Ferrari 1.6T V6   | P     |
| 27 | Nico Hülkenberg   | Renault Sport Formula One Team   | Renault R.S.18                | Renault 1.6T V6   | P     |
| 28 | Brendon Hartley   | Red Bull Toro Rosso Honda        | Toro Rosso STR13              | Honda 1.6T V6     | P     |
| 31 | Esteban Ocon      | Sahara Force India F1 Team       | Force India VJM11             | Mercedes 1.6T V6  | P     |
| 33 | Max Verstappen    | Aston Martin Red Bull Racing     | Red Bull RB14                 | TAG Heuer 1.6T V6 | P     |
| 35 | Siergiej Sirotkin | Williams Martini Racing          | Williams FW41                 | Mercedes 1.6T V6  | P     |
| 44 | Lewis Hamilton    | Mercedes AMG Petronas Motorsport | Mercedes AMG F1 W09 EQ Power+ | Mercedes 1.6T V6  | P     |
| 55 | Carlos Sainz Jr.  | Renault Sport Formula One Team   | Renault R.S.18                | Renault 1.6T V6   | P     |
| 77 | Valtteri Bottas   | Mercedes AMG Petronas Motorsport | Mercedes AMG F1 W09 EQ Power+ | Mercedes 1.6T V6  | P     |
| Nr | Kierowca          | Zespół                           | Samochód                      | Silnik            | Opony |

## Wyniki

### Sesje treningowe
Źródło: Wyprzedź Mnie!
| Sesja | Nr | Kierowca         | Konstruktor | Czas     | Okr. |
| ----- | -- | ---------------- | ----------- | -------- | ---- |
| 1     | 44 | Lewis Hamilton   | Mercedes    | 1:27,487 | 24   |
| 2     | 5  | Sebastian Vettel | Ferrari     | 1:27,552 | 36   |
| 3     | 44 | Lewis Hamilton   | Mercedes    | 1:26,722 | 15   |

### Kwalifikacje
Źródło: Wyprzedź Mnie!
| Poz. | Nr | Kierowca          | Konstruktor | Q1         | Q2       | Q3       | Poz. s. |
| --- | --- | ----------------- | ----------- | ---------- | -------- | -------- | ------- |
| 1 | 44 | Lewis Hamilton    | Mercedes    | 1:26,818   | 1:26,256 | 1:25,892 | 1       |
| 2 | 5 | Sebastian Vettel  | Ferrari     | 1:26,585   | 1:26,372 | 1:25,936 | 2       |
| 3 | 7 | Kimi Räikkönen    | Ferrari     | 1:27,549   | 1:26,483 | 1:25,990 | 3       |
| 4 | 77 | Valtteri Bottas   | Mercedes    | 1:27,025   | 1:26,413 | 1:26,217 | 4       |
| 5 | 33 | Max Verstappen    | Red Bull    | 1:27,309   | 1:27,013 | 1:26,602 | 5       |
| 6 | 3 | Daniel Ricciardo  | Red Bull    | 1:27,979   | 1:27,369 | 1:27,099 | 6       |
| 7 | 20 | Kevin Magnussen   | Haas        | 1:28,143   | 1:27,730 | 1:27,244 | 7       |
| 8 | 8 | Romain Grosjean   | Haas        | 1:28,086   | 1:27,522 | 1:27,455 | 8       |
| 9 | 16 | Charles Leclerc   | Sauber      | 1:27,962   | 1:27,790 | 1:27,879 | 9       |
| 10 | 31 | Esteban Ocon      | Force India | 1:28,279   | 1:27,843 | 1:28,194 | 10      |
| 11 | 27 | Nico Hülkenberg   | Renault     | 1:28,017   | 1:27,901 |          | 11      |
| 12 | 11 | Sergio Pérez      | Force India | 1:28,210   | 1:27,928 |          | 12      |
| 13 | 14 | Fernando Alonso   | McLaren     | 1:28,187   | 1:28,139 |          | 13      |
| 14 | 10 | Pierre Gasly      | Toro Rosso  | 1:28,399   | 1:28,343 |          | 14      |
| 15 | 9 | Marcus Ericsson   | Sauber      | 1:28,249   | 1:28,391 |          | 15      |
| 16 | 55 | Carlos Sainz Jr.  | Renault     | 1:28,465   |          |          | 16      |
| 17 | 2 | Stoffel Vandoorne | McLaren     | 1:29,096   |          |          | 17      |
| 18 | 35 | Siergiej Sirotkin | Williams    | 1:29,252   |          |          | PIT     |
| 19 | 18 | Lance Stroll      | Williams    | brak czasu |          |          | PIT     |
| 20 | 28 | Brendon Hartley   | Toro Rosso  | brak czasu |          |          | PIT     |
| Poz. | Nr | Kierowca          | Konstruktor | Q1         | Q2       | Q3       | Poz. s. |
| \| Legenda \| Legenda \| \| ------------------------ \| ---------------------------------------------------------------------------------------------------------------------------------------------------------------------------------------------------------------------------------------------------------------- \| \| Poz. Nr Q1 Q2 Q3 Poz. s. \| Pozycja zajęta w sesji kwalifikacyjnej Numer startowy kierowcy Wynik uzyskany w pierwszej części kwalifikacji Wynik uzyskany w drugiej części kwalifikacji Wynik uzyskany w trzeciej części kwalifikacji Pozycja startowa po uwzględnięniu kar, przesunięć, itp. \| | |                   |             |            |          |          |         |
| Legenda | |                   |             |            |          |          |         |
| Poz. Nr Q1 Q2 Q3 Poz. s. | Pozycja zajęta w sesji kwalifikacyjnej Numer startowy kierowcy Wynik uzyskany w pierwszej części kwalifikacji Wynik uzyskany w drugiej części kwalifikacji Wynik uzyskany w trzeciej części kwalifikacji Pozycja startowa po uwzględnięniu kar, przesunięć, itp. |                   |             |            |          |          |         |

1. ↑  Siergiej Sirotkin musiał wystartować z pit lane przez wymianę tylnego skrzydła.
2. ↑  Lance Stroll nie spełnił reguły 107%, lecz został dopuszczony do wyścigu. Musiał wystartować z pit lane przez wymianę tylnego skrzydła.
3. ↑  Brendon Hartley nie spełnił reguły 107%, lecz został dopuszczony do wyścigu. Musiał wystartować z pit lane przez wymianę podwozia.

### Wyścig
Źródło: Wyprzedź Mnie!
| P                 | + / –     | Nr | Kierowca          | Konstruktor | Okr. | Czas / Strata | Komentarz            |
| ----------------- | --------- | -- | ----------------- | ----------- | ---- | ------------- | -------------------- |
| 1                 | 1         | 5  | Sebastian Vettel  | Ferrari     | 52   | 1h27m29,784   |                      |
| 2                 | 1         | 44 | Lewis Hamilton    | Mercedes    | 52   | +0:02,264     |                      |
| 3                 | Bez zmian | 7  | Kimi Räikkönen    | Ferrari     | 52   | +0:03,652     |                      |
| 4                 | Bez zmian | 77 | Valtteri Bottas   | Mercedes    | 52   | +0:08,883     |                      |
| 5                 | 1         | 3  | Daniel Ricciardo  | Red Bull    | 52   | +0:09,500     |                      |
| 6                 | 5         | 27 | Nico Hülkenberg   | Renault     | 52   | +0:28,220     |                      |
| 7                 | 3         | 31 | Esteban Ocon      | Force India | 52   | +0:29,930     |                      |
| 8                 | 5         | 14 | Fernando Alonso   | McLaren     | 52   | +0:31,115     |                      |
| 9                 | 2         | 20 | Kevin Magnussen   | Haas        | 52   | +0:33,188     |                      |
| 10                | 2         | 11 | Sergio Pérez      | Force India | 52   | +0:34,708     |                      |
| 11                | 6         | 2  | Stoffel Vandoorne | McLaren     | 52   | +0:35,774     |                      |
| 12                | 8         | 18 | Lance Stroll      | Williams    | 52   | +0:38,106     |                      |
| 13                | 1         | 10 | Pierre Gasly      | Toro Rosso  | 52   | +0:39,129     | [ a ]                |
| 14                | 6         | 35 | Siergiej Sirotkin | Williams    | 52   | +0:48,113     |                      |
| 15                | 10        | 33 | Max Verstappen    | Red Bull    | 46   | +6 okr.       | hamulce              |
| Niesklasyfikowani |           |    |                   |             |      |               |                      |
|                   |           | 8  | Romain Grosjean   | Haas        | 37   | +15 okr.      | kolizja z Sainzem    |
|                   |           | 55 | Carlos Sainz Jr.  | Renault     | 37   | +15 okr.      | kolizja z Grosjeanem |
|                   |           | 9  | Marcus Ericsson   | Sauber      | 31   | +21 okr.      | wypadek              |
|                   |           | 16 | Charles Leclerc   | Sauber      | 18   | +34 okr.      | niedokręcone koło    |
|                   |           | 28 | Brendon Hartley   | Toro Rosso  | 1    | +51 okr.      | jednostka napędowa   |
| P                 | + / –     | Nr | Kierowca          | Konstruktor | Okr. | Czas / Strata | Komentarz            |

1. ↑  Pierre Gasly został ukarany 5-sekundową karą czasową za spowodowanie kolizji.

### Najszybsze okrążenie
Źródło: Wyprzedź Mnie!
| Nr | Kierowca         | Konstruktor | Czas     | Okr. |
| -- | ---------------- | ----------- | -------- | ---- |
| 5  | Sebastian Vettel | Ferrari     | 1:30,696 | 47   |

### Prowadzenie w wyścigu
| Nr                              | Kierowca         | Konstruktor | Okrążenia          | Suma |
| ------------------------------- | ---------------- | ----------- | ------------------ | ---- |
| 5                               | Sebastian Vettel | Ferrari     | 1-20, 22-33, 47-52 | 38   |
| 77                              | Valtteri Bottas  | Mercedes    | 21, 34-46          | 14   |
| \| Wykres \| \| ------ \| \| \| |                  |             |                    |      |
| Źródło: racing-reference.info   |                  |             |                    |      |
| Wykres                          |                  |             |                    |      |
|                                 |                  |             |                    |      |

## Klasyfikacja po wyścigu

### Kierowcy
| P  | +/− | Kierowca          | Starty | Punkty | P1 | P2 | P3 | PP | NO | NS |
| -- | --- | ----------------- | ------ | ------ | -- | -- | -- | -- | -- | -- |
| 1  | 0   | Sebastian Vettel  | 10     | 171    | 4  | 1  | 1  | 4  | 1  | –  |
| 2  | 0   | Lewis Hamilton    | 10     | 163    | 3  | 2  | 2  | 4  | –  | 1  |
| 3  | 0   | Kimi Räikkönen    | 10     | 116    | –  | 2  | 4  | –  | 1  | 2  |
| 4  | 0   | Daniel Ricciardo  | 10     | 106    | 2  | –  | –  | 1  | 3  | 3  |
| 5  | +1  | Valtteri Bottas   | 10     | 104    | –  | 4  | –  | 1  | 3  | 1  |
| 6  | −1  | Max Verstappen    | 10     | 93     | 1  | 1  | 2  | –  | 2  | 2  |
| 7  | +2  | Nico Hülkenberg   | 10     | 42     | –  | –  | –  | –  | –  | 3  |
| 8  | 0   | Fernando Alonso   | 10     | 40     | –  | –  | –  | –  | –  | 2  |
| 9  | −2  | Kevin Magnussen   | 10     | 39     | –  | –  | –  | –  | –  | 1  |
| 10 | 0   | Carlos Sainz Jr.  | 10     | 28     | –  | –  | –  | –  | –  | 1  |
| 11 | +1  | Esteban Ocon      | 10     | 25     | –  | –  | –  | –  | –  | 3  |
| 12 | −1  | Sergio Pérez      | 10     | 24     | –  | –  | 1  | –  | –  | 1  |
| 13 | 0   | Pierre Gasly      | 10     | 18     | –  | –  | –  | –  | –  | 3  |
| 14 | 0   | Charles Leclerc   | 10     | 13     | –  | –  | –  | –  | –  | 1  |
| 15 | 0   | Romain Grosjean   | 10     | 12     | –  | –  | –  | –  | –  | 4  |
| 16 | 0   | Stoffel Vandoorne | 10     | 8      | –  | –  | –  | –  | –  | 1  |
| 17 | 0   | Lance Stroll      | 10     | 4      | –  | –  | –  | –  | –  | 1  |
| 18 | 0   | Marcus Ericsson   | 10     | 3      | –  | –  | –  | –  | –  | 2  |
| 19 | 0   | Brendon Hartley   | 10     | 1      | –  | –  | –  | –  | –  | 3  |
| 20 | 0   | Siergiej Sirotkin | 10     | 0      | –  | –  | –  | –  | –  | 2  |
| P  | +/− | Kierowca          | Starty | Punkty | P1 | P2 | P3 | PP | NO | NS |

### Konstruktorzy
| P  | +/− | Konstruktor               | Starty | Punkty | P1 | P2 | P3 | PP | NO | NS |
| -- | --- | ------------------------- | ------ | ------ | -- | -- | -- | -- | -- | -- |
| 1  | 0   | Ferrari                   | 20     | 287    | 4  | 3  | 5  | 4  | 2  | 2  |
| 2  | 0   | Mercedes                  | 20     | 267    | 3  | 6  | 2  | 5  | 3  | 2  |
| 3  | 0   | Red Bull Racing-TAG Heuer | 20     | 199    | 3  | 1  | 2  | 1  | 5  | 5  |
| 4  | 0   | Renault                   | 20     | 70     | –  | –  | –  | –  | –  | 4  |
| 5  | 0   | Haas-Ferrari              | 20     | 51     | –  | –  | –  | –  | –  | 5  |
| 6  | +1  | Force India-Mercedes      | 20     | 49     | –  | –  | 1  | –  | –  | 4  |
| 7  | −1  | McLaren-Renault           | 20     | 48     | –  | –  | –  | –  | –  | 3  |
| 8  | 0   | Scuderia Toro Rosso-Honda | 20     | 19     | –  | –  | –  | –  | –  | 6  |
| 9  | 0   | Sauber-Ferrari            | 20     | 16     | –  | –  | –  | –  | –  | 3  |
| 10 | 0   | Williams-Mercedes         | 20     | 4      | –  | –  | –  | –  | –  | 3  |
| P  | +/− | Konstruktor               | Starty | Punkty | P1 | P2 | P3 | PP | NO | NS |